# Districtul Malacky
Districtul (Okres) Malacky este un teritoriu administrativ în Slovacia de vest cu 66.353 de locuitori și o suprafață de 949,56 km². Din punct vedere istoric este fostul comitat Presburg sau comitatul maghiar „Pozsony vármegye”. El este traversat de râul Morava și cuprinde 3 orașe și 41 de comune.

## Demografie
| An:                | 1994   | 2004   | 2014   | 2024    |
| ------------------ | ------ | ------ | ------ | ------- |
| Număr de persoane: | 62.625 | 65.840 | 70.043 | 79.982  |
| Diferență:         |        | +5,13% | +6,38% | +14,18% |

| An:                | 2023   | 2024   |
| ------------------ | ------ | ------ |
| Număr de persoane: | 79.689 | 79.982 |
| Diferență:         |        | +0,36% |

## Orașe și comune
| Orașe / Comune     | Denumirea germană          | Locuitori (31 decembrie 2005) |
| ------------------ | -------------------------- | ----------------------------- |
| Borinka            | Ballenstein                | 535                           |
| Gajary             | Gayring                    | 2.859                         |
| Jablonové          | Apfelsbach                 | 1.077                         |
| Jakubov            | Jakobsdorf                 | 1.393                         |
| Kostolište         | Kirchenplatz               | 1.066                         |
| Kuchyňa            | Kuchel                     | 1.661                         |
| Lozorno            | Losorn                     | 2.828                         |
| Láb                | Laab                       | 1.390                         |
| Malacky*           | Malatzka                   | 17.847                        |
| Malé Leváre        | Kleinschützen              | 1.095                         |
| Marianka           | Marienthal                 | 1.065                         |
| Pernek             | Bäreneck                   | 810                           |
| Plavecké Podhradie | Blasenstein                | 695                           |
| Plavecký Mikuláš   | Blasenstein-Sankt Nikolaus | 1.077                         |
| Plavecký Štvrtok   | Blasenstein-Zankendorf     | 2.305                         |
| Rohožník           | Rohrbach                   | 3.510                         |
| Sološnica          | Breitenbrunn               | 1.522                         |
| Studienka          | Hausbrunn                  | 1.628                         |
| Stupava*           | Stampfen                   | 8.433                         |
| Suchohrad          | Dimburg                    | 588                           |
| Vel'ké Leváre      | Großschützen               | 3.566                         |
| Vysoká pri Morave  | Hochstetten                | 1.929                         |
| Zohor              | Sachern                    | 3.241                         |
| Záhorie            | Marchauen                  | 283                           |
| Záhorská Ves       | Ungeraiden                 | 1.632                         |
| Závod              |                            | 2.686                         |